# 別府市立北小学校
別府市立北小学校（べっぷしりつ きたしょうがっこう）は、かつて大分県別府市にあった公立小学校である。
2009年（平成21年）4月に別府市立野口小学校と統合されて、別府市立別府中央小学校となった。別府中央小学校の校舎はかつての当校の校地に建設されている。

## はだし教育
5月 - 10月までは校内は裸足で生活する。1年間裸足で生活する児童もいる。

## ノーチャイム運動
チャイムを使用しない。児童は時計を見て自分で判断する。